# Jair Girardi
Jair Girardi (* 13. Oktober 1950 in Rio do Oeste; † 14. März 2017 in Rio do Sul) war ein brasilianischer Rechtsanwalt und Politiker.
Girardi wurde als Sohn des Serafino Girardi und der Natalina Girardi geboren. Von 1983 bis 1987 gehörte er als Abgeordneter der PMDB für eine Wahlperiode der Assembleia Legislativa de Santa Catarina an.